# Cytaea haematicoides
Cytaea haematicoides är en spindelart som beskrevs av Embrik Strand 1911. Cytaea haematicoides ingår i släktet Cytaea och familjen hoppspindlar. Inga underarter finns listade i Catalogue of Life.